# الحزب الاشتراكي المجري
الحزب الاشتراكي المجري (بالمجرية: Magyar Szocialista Párt)‏ هو حزب سياسي مجري، أسس في 7 أكتوبر 1989، يقع مقره في بودابست.

## أعضاء بارزون
- كود سباركل
- تحديث القائمة

- فيرينتس غورتشاني (2000 - 2011)
- جولا هورن (1989 - 2013)
- Miklós Németh
- لازلو كوفاتش
- Mátyás Szűrös (1989 - 2002)
- Ferenc Kósa
- مونيكا لامبيرث
- Kinga Göncz
- Imre Pozsgay
- László Andor